# Fimi
Pour les articles homonymes, voir Mfimi.
La Mfimi ou Fimi est une rivière s'écoulant du lac Mai-Ndombe à Kutu, débouchant dans la Kwa près de Mushie et est un sous-affluent du Congo.

## Étymologie
Le nom provient du nom Nzaa Mfimi, « rivière noire » chez les Banunu de Mushie.